# Miguel Rostaing La Torre
Miguel Rostaing La Torre, nacido en Lima el 3 de julio de 1900, fue un futbolista peruano. Sus padres fueron Miguel Rostaing y Victoria la Torre, también fue hermano mayor de Juan Eugenio. 

## Trayectoria
Trabajaba en la construcción civil. Delantero aliancista, jugó en el equipo blanquiazul desde 1919 hasta a 1935. Participó en 87 partidos y anotó 23 goles. Obtuvo siete campeonatos en los años 1919, 1927, 1928, 1930, 1931, 1932, 1933 .
Por las serias quemaduras que sufrió en un accidente doméstico se le conocía como el quemado. Era más bajo que su hermano y jugó en varias posiciones, aunque principalmente actuó como delantero. Salió del Húascar, equipo que formó con unos amigos. Pasó muchos años en Alianza Lima, pero también jugó por los equipos peruanos de Unión Buenos Aires, Atlético Chalaco, Teniente Ruiz y Deportivo Municipal.
Falleció en la tarde del 12 de mayo de 1983 a los 83 años de edad en el Hospital Guillermo Almenara del distrito limeño de la Victoria. Estuvo casado con Angélica Warboy Castro (1905-1947).

## Selección nacional

### Participaciones en Copa América
| Torneo            | Sede      | Resultado |
| ----------------- | --------- | --------- |
| Copa América 1929 | Argentina | Cuarto    |

## Clubes
| Club                | País | Año       |
| ------------------- | ---- | --------- |
| Alianza Lima        | Perú | 1919-1924 |
| Unión Buenos Aires  | Perú | 1925      |
| Alianza Lima        | Perú | 1926-1929 |
| Atlético Chalaco    | Perú | 1929-1930 |
| Alianza Lima        | Perú | 1931-1935 |
| Deportivo Municipal | Perú | 1936      |

## Palmarés
| Título           | Club             | País | Año  |
| ---------------- | ---------------- | ---- | ---- |
| Primera División | Alianza Lima     | Perú | 1919 |
| Primera División | Alianza Lima     | Perú | 1927 |
| Primera División | Alianza Lima     | Perú | 1928 |
| Primera División | Atlético Chalaco | Perú | 1930 |
| Primera División | Alianza Lima     | Perú | 1931 |
| Primera División | Alianza Lima     | Perú | 1932 |
| Primera División | Alianza Lima     | Perú | 1933 |